# 普里埃代内站
普里埃代内站是位于拉脱维亚尤尔马拉市普里埃代内街区的火车站的，托尔尼亚卡尔内斯-图库姆斯铁路线经过该站。